# Karabin SAFN-49
SAFN-49 (Semi-Automatique de Fabrique Nationale Modele 1949) – belgijski karabin samopowtarzalny produkowany w pierwszej połowie lat 50 XX wieku.

## Historia
W okresie międzywojennym w wielu państwach prowadzono zaawansowane prace nad nowymi karabinami samopowtarzalnymi jako alternatywą dla popularnych dotychczas karabinów powtarzalnych. W pracach tych uczestniczyły również belgijskie zakłady Fabrique Nationale de Herstal (FN), w których projektem kierował Dieudonne Saive. W połowie lat 30 XX w. opracował on karabin samopowtarzalny oparty na zasadzie odprowadzania gazów prochowych przez boczny otwór lufy. Wkrótce potem projekt dopracowano i zbudowano prototyp pod nazwą Fusil Semi-Automatique D'Infanterie, Modele Fabrique Nationale. Jednak rosnące napięcie międzynarodowe w okresie przed II wojną światową sprawiało, że wojsko zainteresowane było przede wszystkim sprawdzonymi karabinami powtarzalnymi a nie konstrukcjami nowatorskimi. 
W 1940 roku po ataku III Rzeszy na Belgię, Saive  dopilnował zniszczenia dokumentacji produkcyjnej zakładów FN, po czym przez Francję i Portugalię udał się do Wielkiej Brytanii, gdzie rozpoczął pracę w Royal Small Arms Factory w Enfield. Wkrótce potem przeniósł się do Kanady, gdzie zajął się przekonwertowaniem rkm-u Bren na amunicję 7,92 x 57 mm (dla Chin), oraz odtworzeniem dokumentacji produkcyjnej pistoletu FN BHP. Jednak w wolnych chwilach nadal kontynuował pracę nad swoim karabinem samopowtarzalnym.
W 1944 r. powrócił do  RSAF Enfield gdzie opracował kolejny prototyp Self-Loading Experimental Model (SLEM) (który wzbudził spore zainteresowanie), a następnie kolejny EXP-1, który po małych poprawkach został wyprodukowany w niewielkiej partii liczącej 2000 sztuk. W międzyczasie wyzwolona została Belgia i Saive wrócił do Herstal, gdzie nadzorował ponowne uruchomienie zakładów. W efekcie prace nad EXP-1 wydłużały się (po przystosowaniu karabinu do strzelania nabojem .30-06 Springfield pojawiły się problemy z regulatorem gazowym) i po redukcji budżetu wojskowego po wojnie program EXP-1 został skreślony.
Był to spory cios dla zakładów FN, ale dzięki dużym zamówieniom (głównie na remonty karabinów M1 Garand i karabinków M1 Carbine) były one w niezłej sytuacji finansowej. Dlatego też, zdecydowano się na dopracowanie kontrukcji, poprawiono regulator gazowy a nowy karabin już jako Semi-Automatique de Fabrique Nationale Modele 1949 zaproponowano kilku armiom europejskim, szukając nabywcy.
SAFN-49 sprzedawał się jednak początkowo słabo. Rynek broni był przepełniony milionami karabinów wyprodukowanych w czasie wojny, zdecydowanie tańszych niż nowe karabiny belgijskie. Oprócz tego zarówno USA jak i ZSRR masowo przekazywały swoją broń sojusznikom w ramach pomocy wojskowej. Z czasem koniunktura zaczęła się poprawiać, jednak w latach 50 XX w. SAFN-49 był już bronią przestarzałą, a jego wady w postaci zbyt dużej masy i gabarytów w połączeniu z mało pojemnym magazynkiem uwidoczniły się zwłaszcza w czasie wojny koreańskiej gdzie używane były przez Belgów.
W międzyczasie Saive opracował w FN bardzo udany karabin automatyczny FN FAL (przyjęty do uzbrojenia przez ok. 80 państw), co przypieczętowało los przestarzałego SAFN-49, którego produkcję zakończono w 1955 r i dość szybko wycofano z uzbrojenia. Współcześnie karabiny te cieszą się stosunkową popularnością w USA, gdzie użytkowane są jako broń sportowa.

## Wersje
- SAFN-49 kalibru 7,62 × 63 mm (30-06 US) – (Belgia, Luksemburg, Brazylia, Kolumbia, Indonezja) najliczniej produkowana wersja (125 072 sztuk), karabiny belgijskie i luksemburskie mogły strzelać seriami.
- SAFN-49 kalibru 7,92 × 57 mm – wersja dla Egiptu (37 641 sztuk).
- SAFN-49 kalibru 7 × 57 mm – wersja dla Wenezueli (8003 sztuki).
- SAFN-49 kalibru 7,65 × 53 mm – wersja dla Argentyny (5541 sztuk). Karabiny zostały zakupione dla marynarki wojennej, w latach 60. wieku większość egzemplarzy została przebudowana na kaliber 7,62 x 51 mm NATO i przystosowana do zasilania z magazynków wymiennych na 20 naboi.

## Opis techniczny
Karabin SAFN-49 był bronią samopowtarzalną. Automatyka broni działała na zasadzie odprowadzania gazów prochowych, tłok gazowy o krótkim skoku, zamek ryglowany przez przekoszenie. Broń strzelała z zamka zamkniętego. Mechanizm spustowy z możliwością strzelania ogniem pojedynczym (niektóre wersje także seriami, wersje te miały przełącznik rodzaju ognia umieszczony z lewej strony broni, w przedniej części kabłąka spustu). Dźwignia bezpiecznika po prawej stronie broni nad spustem. Zasilanie z pudełkowych magazynków o pojemności 10 naboi (magazynek niewymienny, bez szczęk, ładowany za pomocą pięcionabojowych łódek amunicyjnych). Broń wyposażona w zaczep zamka zatrzymujący zamek w tylnym położeniu po wystrzeleniu ostatniego naboju, zamek zwalniany z zaczepu przez lekkie odciągnięcie do tyłu. Przyrządy celownicze składają się z muszki i celownika przeziernikowego (krzywiznowego) o nastawach 100 – 1000 m (nastawa bojowa 350 m). Kolba połączona z łożem, drewniana.